# Ngariboyo (plaats)
Ngariboyo is een bestuurslaag in het regentschap Magetan van de provincie Oost-Java, Indonesië. Ngariboyo telt 3995 inwoners (volkstelling 2010).